# Вишнупур (город)
Вишнупу́р — город в Индии, в штате Западная Бенгалия. Входит в состав округа Банкура. Население — 61 947 чел. (по переписи 2001 года).

## Население
Население города, согласно переписи 2001 года, составляло 61 947 человек (соотношение мужчин и женщин — 1:1). Уровень грамотности составлял 69%.

## Транспорт
Вишнупур соединён с соседними городами автомобильными трассами. Существуют регулярные автобусные рейсы в такие города, как Калькутта, Арамбаг, Дургапур, Асансол и другие.

## Культура
В городе расположено множество архитектурных памятников, дошедших до нас из разных исторических эпох. В частности, в Вишнупуре находится целый ряд древних храмов, многие из которых и в наше время служат по назначению: Нандалал, Радхамадхаб, Калачанд, Мринмайе, Радхашам, Джор-Бангла, Маданмохан и множество других.
Ещё в 1370 году в городе была основана музыкальная школа Вишнупур-гхарана, давшая Индии ряд известных певцов и музыкантов. Пик расцвета школы пришёлся на XVI—XVII века. Вишнупур-гхарана привержена таким направлениям индийской музыки, как дхрупад и кхейал.
В городе ежегодно проходят различные культурные мероприятия, такие, как Змеиный фестиваль (август) и Вишнупурская ярмарка (декабрь).